# Renato Casaro
Renato Casaro (Treviso, 26 ottobre 1935) è un illustratore italiano, conosciuto per i suoi manifesti e le sue locandine cinematografiche oltre che per le sue pitture e le sue stampe artistiche.

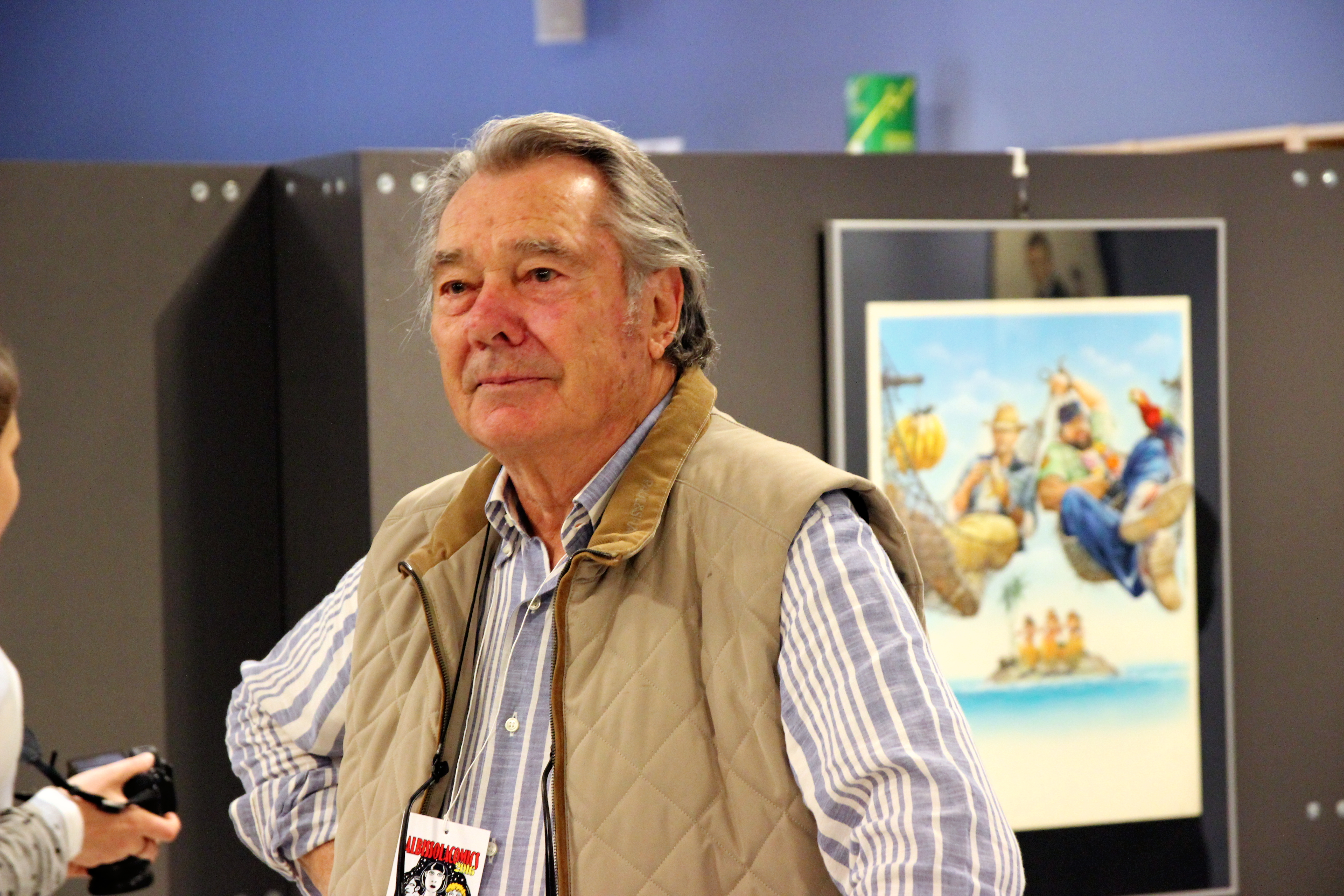
Renato Casaro nel 2016, durante la mostra che gli è stata dedicata ad Albissola Comics

È considerato uno dei più importanti, influenti e innovativi cartellonisti cinematografici italiani. Ha realizzato, nel corso della sua lunga carriera, migliaia di opere dedicate alla settima arte divenendo molto popolare anche all'estero.

## Biografia
Inizia la propria carriera artistica a 17 anni, nel cinema Garibaldi di Treviso, dove realizza gratuitamente delle locandine per le pellicole in opera in cambio dell'ingresso in sala. Inizialmente riproduce e si ispira ad altri illustratori dell'epoca.
Nel 1953, all'età di 18 anni si sposta a Roma dove effettuerà un anno di lavoro come volontario presso lo Studio Favalli e solo due anni più tardi apre il primo studio privato a Cinecittà, diventando il più giovane cine-pittore in Italia. La prima commissione è un poster per un film tedesco su Romeo e Giulietta.
Ha firmato le prime illustrazioni cinematografiche come C. Renè per poi passare alla firma R. Casaro.
Nel 1965 ottiene il primo successo internazionale grazie ai keyart (poster e locandine) diffusi in tutto il mondo per il film La Bibbia (1966) di John Huston e prodotto da Dino De Laurentiis, facendo arrivare per la prima volta i suoi poster sul Sunset Boulevard di Hollywood.
Negli anni successivi lavora con i grandi nomi del cinema, tra cui Claude Lelouch, Francis Ford Coppola, Wolfgang Petersen, Bernardo Bertolucci, Luc Besson, Franco Zeffirelli, Rainer Werner Fassbinder e presso le principali case produttrici a Los Angeles e New York.
In particolare rimane salda la collaborazione con Sergio Leone, per cui realizza quasi la totalità delle locandine dei suoi film. Particolarmente famosi in Italia quelli legati al filone spaghetti-western e divenuti oramai cult movie, come Per un pugno di dollari e C'era una volta in America, e tutti i film legati alla coppia Bud Spencer e Terence Hill.

Nel 2019 viene chiamato dal regista Quentin Tarantino per collaborare nel progetto dei "poster vintage fittizi" realizzati appositamente per il film C'era una volta a... Hollywood.

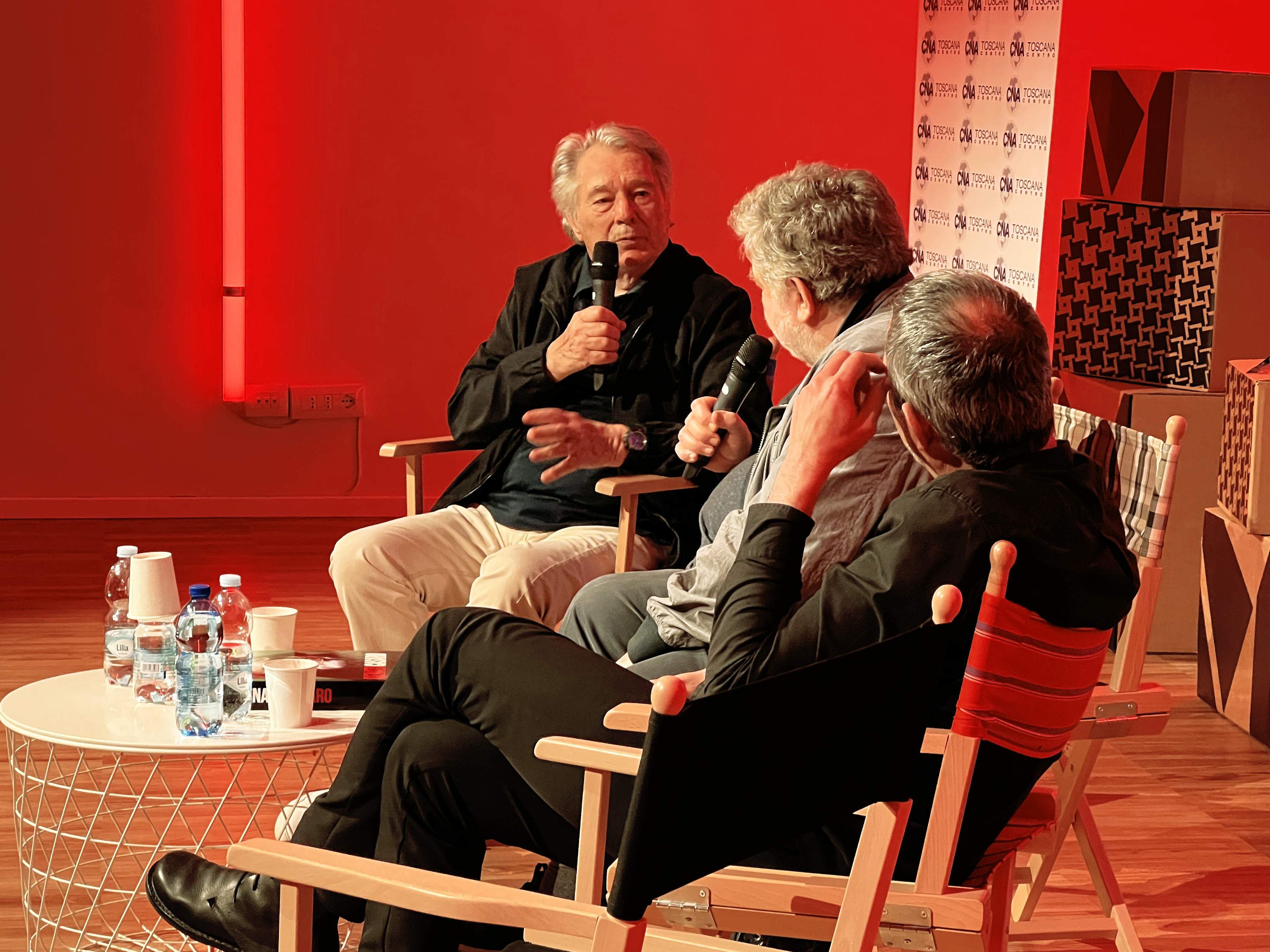
Renato Casaro (a sinistra) tiene una masterclass intorno ai manifesti filmici presso Manifatture Digitali del Cinema a Prato, in occasione del Prato Film Festival

Nel corso degli anni ha anche supervisionato la realizzazione di alcuni manifesti, sempre dedicati al cinema, ad opera del figlio Claudio. Questi ultimi si distinguono per essere firmati con la scritta triangolare "Casaro C." o più semplicemente Claudio Casaro.
Nel 2024 realizza la locandina della nuova attrazione (Disaster - The Blockbuster Tour) del parco tematico dedicato al cinema Movieland (sito a Lazise, in provincia di Verona).  L'anno successivo realizza anche la locandina della novità del parco acquatico Caneva Aquapark (appartenente allo stesso gruppo di Movieland).

## Stile e Tecnica
Renato Casaro coltiva la passione per il disegno fin da giovane ma la mancanza di scuole e corsi lo fanno crescere inizialmente come un autodidatta. I suoi artisti di riferimento sono stati gli altri illustratori di locandine dell'epoca, in particolare Norman Rockwell e Angelo Cesselon, di cui cercava di riprodurre le opere per esercitarsi e comprenderne il processo produttivo e le tecniche. Le illustrazioni sono realizzate principalmente con l'ausilio di pennello e aerografo. È considerato tra i migliori aerografisti italiani.
I supporti solitamente utilizzati variano a seconda del paese. I formati carta maggiormente utilizzati sono su fogli A0 e A1, ma spesso per il cinema italiano sono state realizzate locandine da 70x100 cm, da 100x140 cm e da 140x198 cm. Per il cinema statunitense il formato più utilizzato è invece da 30x40 pollici (75x105 cm).

## Premi e riconoscimenti
- 1983 – Vincitore del premio Cinema e Società come miglior cartellonista.[11]
- 1988 – Ciak d'oro come miglior manifesto per Opera[12] di Dario Argento
- 1991 – Ciak d'oro come miglior manifesto per Il tè nel deserto[13] di Bernardo Bertolucci
- 1991 – Promo Immagine Cinema come miglior manifesto per Nikita[14]
- 1992 – Jupiter Awards come miglior manifesto per Balla coi lupi[15] di Kevin Costner

## Opere

### Libri
- (EN) Renato Casaro, Africa, ISBN 978-3-7888-1412-0.
- (EN) Renato Casaro, Renato Casaro - Movie Art, ISBN 3-9806443-0-8.
- (EN) Renato Casaro, Renato Casaro - African Impressions.
- (EN) Renato Casaro, African Memories, ISBN 978-3-87314-477-4.
- (DE) Renato Casaro, Gemalter Film Plakate Vvon Renato Casaro, Folkwang/Steidl, ISBN 978-3-86930-474-8.
- Renato Casaro, Renato Casaro - Painted Movies, ISBN 3-9801878-1-0.
- Renato Casaro, Renato Casaro - The art of movie painting, Edizioni Moderna, ISBN 978-88-98843-50-3.

## Film
- L'ultimo uomo che dipinse il cinema (2020), docufilm diretto da Walter Bencini, con Dario Argento, Carlo Verdone, Enrico Vanzina, Federico Mauro e Aurelio De Laurentiis, interamente dedicato alle opere di Renato Casaro.[16][17]